# ألبرت ليو شلاغيتر

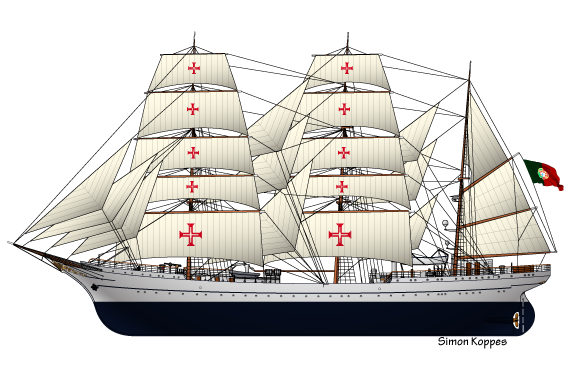
مخطط للسفينة

NRP Sagres هي سفينة مدرسdة تابعة للبحرية البرتغالية منذ عام 1961. باعتبارها السفينة الثالثة التي تحمل هذا الاسم في البحرية البرتغالية، يشار إليها أحيانًا باسم Sagres III. تعرف باسم ألبرت ليو شلاغيتر. 

## تاريخ السفينة
اطلقت السفينة ذات الثلاث صواري تحت اسم ألبرت ليو شلاغيتر في 30 أكتوبر 1937 من احواض بلوم وفوس في هامبورغ في ألمانيا النازية التابعة للبحرية الألمانية كريغسمرينه. سميت السفينة باسم ألبرت ليو شلاغيتر، الذي أُعدم في عام 1923 من قبل القوات الفرنسية التي أحتلت منطقة الرور. كان قائدها الأول برنهارد روج. ساجريس هي سفينة شقيقة لسفينة من فئة جورش فوك هورست فيسيل وسفينة التدريب الرومانية <i id="mwLQ">ميرسيا</i>. كما لديها شقيقة أخرى لم تستكمل وهي هربرت نوركوس، في حين تم بناء جورش <i id="mwMA">فوك الثانية</i> في عام 1958 من قبل الألمان لتحل محل السفن المفقودة بعد الحرب.
بعد قيامها عدد من الرحلات التدريبية الدولية، تم استخدام السفينة كسفينة مكتبية ثابتة بعد اندلاع الحرب العالمية الثانية ولم يتم وضعها في الخدمة البحرية مرة أخرى إلا في عام 1944 في بحر البلطيق. في 14 نوفمبر 1944 اصطدمت بلغم سوفيتي قبالة ساسنيتز وكان لا بد من سحبها إلى ميناء في سوينيموند. في النهاية تم نقلها إلى فلنسبورغ، وتم الاستيلاء عليها من قبل الحلفاء عندما انتهت الحرب وصادرتها الولايات المتحدة أخيرًا. 

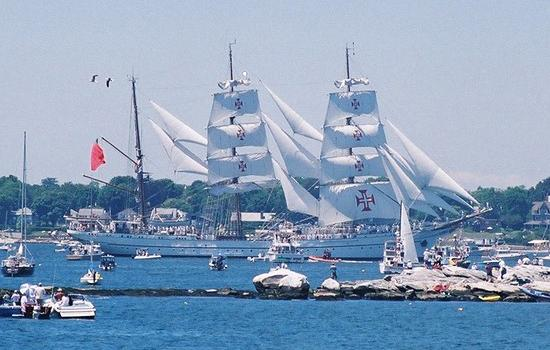
The Sagres at OpSail 2000

في عام 1948، باعتها الولايات المتحدة إلى البرازيل بسعر رمزي قدره 5000 دولار أمريكي. تم سحبها إلى ريو دي جانيرو حيث أبحرت كسفينة مدرسية للبحرية البرازيلية تحت اسم جوانابارا. في عام 1961، أحب السفير البرتغالي تيوتونيو بيريرا السفن الشراعية، وكان منظمًا لسباق السفن الطويلة الأول، واشترت البحرية البرتغالية غوانابارا لتحل محل السفينة السابقة Sagres (التي تم نقلها إلى هامبورغ، حيث وضعت في المتحف تحت اسمها الأصلي Rickmer Rickmers). أعادت البحرية البرتغالية تسمية جوانابارا لتصبح ساجريس (السفينة الثالثة التي تحمل هذا الاسم)، حيث بقيت في الخدمة حتى يومنا هذا.
في عام 2010، قامت السفينة بأطول رحلة لها بما يقارب من 35000 ميل تقريبًا، تحت قيادة CMG Pedro Proença Mendes. غادرت السفينة لشبونة في 19 يناير وعادت في 24 ديسمبر، بعد أن شاركت في فيلاس سواميريكا 2010، وهي جولة تاريخية لأمريكا اللاتينية قامت بها إحدى عشرة سفينة طويلة للاحتفال بالذكرى المئوية الثانية للحكومات الوطنية الأولى للأرجنتين وشيلي. شاركت أيضًا في معرض اكسبو شنغهاي خلال تلك السنة.
أبحرت السفينة تحت العلم البرتغالي منذ عام 1962. لهذا السبب، في عام 2012، كان هناك احتفال كبير بالذكرى 75 لتأسيسها و 50 عامًا من الخدمة في البحرية البرتغالية.

## السفن الشقيقة
- جورش فوك (سابقًا توفاريش)
- يو أس سي جي سي إيجيل (هورست فيسل سابقًا)

## روابط خارجية
- السفينة المدرسة Sagres في موقع البحرية البرتغالية